# Orthologie
Ne doit pas être confondu avec Paralogie.
 (janvier 2009).
Si vous disposez d'ouvrages ou d'articles de référence ou si vous connaissez des sites web de qualité traitant du thème abordé ici, merci de compléter l'article en donnant les références utiles à sa vérifiabilité et en les liant à la section « Notes et références ».
En biologie de l'évolution, une orthologie est un lien évolutif entre deux gènes présents chez deux espèces différentes.
Deux séquences génétiques homologues de deux espèces différentes sont orthologues si elles descendent d'une séquence unique présente dans le dernier ancêtre commun aux deux espèces.
Pour que deux gènes soient considérés comme orthologues, il faut donc d'abord établir qu'ils sont homologues, c'est-à-dire qu'ils descendent d'un même gène ancestral. Ensuite, il faut montrer que c'est après l'évènement de spéciation qu'il y a eu une évolution séparée des deux gènes. Si, au contraire, l'origine commune des deux gènes est due à un phénomène de duplication, les gènes sont dits paralogues.
Des gènes orthologues ne sont pas nécessairement situés à un emplacement équivalent sur les génomes des différentes espèces, une translocation sur un autre chromosome étant possible lors de la spéciation.
L'orthologie entre deux gènes n'empêche pas que ces gènes aient pu dériver et produisent des fonctions différentes chez les deux espèces qui les abritent.